# Ca-nhĩ-cư phái
Kagyu (chữ Tạng: བཀའ་བརྒྱུད; Wylie: bka' brgyud) ("Dòng Truyền Miệng" hay "Dòng Truyền Tai") là một trong những trường phái Phật giáo Tây Tạng.

## Lịch sử
Khởi thủy vào thế kỷ thứ 12 Gampopa tổng hợp và sáng lập trường phái tên Dagpo-Kayu, thế hệ sau đó chia trường phái này thành bốn trường phái: Kamtshang hay Karma Kagyu, Tsalpa Kagyu, Baram Kagyu và Phagmo Drupa Kagyu. Phái Phagmo Drupa Kagyu lập phân thành 8 hệ phái nữa, trong số này ngày nay chỉ còn trường phái Drugpa Kagyu và Drikung Kagyu mà thôi.
Giáo phái Kagyupa Trong Phạn kinh, từ "Kagyu" có nghĩa là: giáo lý được truyền thụ bằng mật ngữ từ vị Kim Cang Sư.
Đây cũng là điểm quan trọng trong Mật Tông, nhưng trong giáo phái KagyuPa, những vị danh sư thường tu tại mật thất và trong hai ba năm mới tạm trở ra, và truyền thụ những mật ngữ (chơn ngôn). Những kinh điển của giáo phái rất nhiều tuy nhiên, các giới tử phải trải qua những thực chứng khó khăn mới được truyền ý nhiếp tâm. Vị đệ nhất sư tổ của Kagyu Pa là Ngài Tipola (988 - 1069). Ngài vốn là người Ấn, nổi tiếng chân tu vào đạo hạnh. Theo truyền thuyết, Ngài là hóa thân của Kim Cang Phật, trải qua 42 lần chuyển hóa. Đạo hạnh của Ngài rất uy nghiêm và thận trọng trong cách chọn đệ tử và tổ chức Điểm Đạo. Những vị chân sư của giáo phái này phải kể đến: Ngài Naropa (1016 -1100), Ngài Marpa (1012 - 1098), Ngài Milarepa (1040 - 1123).d) Ngài Gampopa, Ngài Tsangpa Gyare

## Các giáo pháp
- Đại Thủ Ấn Mahamudra
- Sáu pháp Du - già của Naropa (Naropa six yogas)
- Bốn pháp của Gampopa
- Sáu pháp vị bình đẳng
- Bảy Pháp Duyên khởi

### Phái Barom Kagyu
- Barom Kagyu Chodrak Pende Ling

### Phái Drikung Kagyu
- Trang chủ dòng Drikung Kagyu  Lưu trữ ngày 7 tháng 3 năm 2023 tại Wayback Machine
- Đại học Drikung Kagyu Institute (College) Lưu trữ ngày 21 tháng 2 năm 2009 tại Wayback Machine

### Phái Drukpa Kagyu
- Trang của ngài Gyalwang Drukpa
- Trang của Khamtrul Rinpoche Shedrup Nyima IX  Lưu trữ ngày 19 tháng 4 năm 2018 tại Wayback Machine
- Trang của Dòng Drukpa tại Việt Nam[1]

### Phái Karma Kagyu

#### Của ngài Trinlay Thaye Dorje
- Trang Karmapa Mũ Đen Tây Tạng
- Truyền thống Karma Kagyu
- Dhagpo Kagyu - đại diện Karmapa tại Châu Âu Lưu trữ ngày 29 tháng 4 năm 2007 tại Wayback Machine
- Kagyu Asia - các trung tâm thiền tại Châu Á

#### Của ngài Urgyen Trinley Dorje
- Kagyu Office
- Tu viện Rumtek, Sikkim, India Lưu trữ ngày 24 tháng 1 năm 2016 tại Wayback Machine
- Tu viện Karma Triyana Dharmachakra, Woodstock, NY, USA

### Shangpa Kagyu
- Tu viện Samdrup Dhargay Chuling  Lưu trữ ngày 23 tháng 2 năm 2009 tại Wayback Machine

1. ↑  "Trang chủ". Truy cập ngày 24 tháng 9 năm 2015.